# Maria Francesca di Braganza
Maria Francesca di Braganza, (nome completo: Maria Francisca de Assis da Maternidade Xavier de Paula de Alcântara Antónia Joaquina Gonzaga Carlota Mónica Senhorinha Soter e Caia di Braganza) (Queluz, 22 aprile 1800 – Gosport, 4 settembre 1834), nata infanta di Portogallo, divenne per matrimonio consorte del pretendente carlista al trono di Spagna l'infante Carlo di Borbone, conte di Molina.

## Famiglia d'origine
Maria Francesca era la figlia di Giovanni VI del Portogallo, e di sua moglie, Carlotta Gioacchina di Borbone-Spagna. I suoi nonni paterni era Maria I del Portogallo e Pietro III del Portogallo mentre quelli materni erano Carlo IV di Spagna e Maria Luisa di Borbone-Parma.
Venne educata nella conservatrice corte di Lisbona e, con il resto della famiglia reale portoghese, si recò in esilio in Brasile durante l'occupazione del Portogallo delle truppe dell'esercito di Napoleone Bonaparte.

## Matrimonio
Maria Francesca sposò, il 4 settembre del 1816 a Cadice, l'infante di Spagna e suo zio materno, Carlo Maria Isidoro di Borbone-Spagna (1788-1855), figlio del re Carlo IV di Spagna e della regina Maria Luisa di Borbone-Parma.
Dal matrimonio nacquero tre figli:
- Carlo Luigi, conte of Montemolin (1818-1861);
- Giovanni Carlo, conte of Montizón (1822-1887);
- Ferdinando (1824-1861).

Suo marito era fratello minore ed erede del re Ferdinando VII di Spagna. Nel 1829 alla morte di Maria Giuseppa Amalia di Sassonia, il re decise di sposarsi una quarta volta e di avere figli che li escluderebbero dal trono.
Come il mondo europeo dell'epoca, la Corte era allora divisa tra due correnti, gli ultraconservatori di cui era capofila il conte di Molina e i liberali sostenuti dal più giovane della famiglia, l'Infante Francesco di Paola e soprattutto da sua moglie e nipote, l'intelligente Luisa Carlotta di Borbone-Due Sicilie.
Le due coppie divennero avversarie. La vittoria andò all'infanta Luisa Carlotta che riuscì a convincere il re quarantacinquenne a sposare la sorella minore di ventidue anni, Maria Cristina di Borbone-Due Sicilie. Essendo i matrimoni al di sopra di ogni questione politica, il papa concede la necessaria dispensa.
Maria Cristina rimase rapidamente incinta. Nell'ottobre successivo la regina diede alla luce una figlia, poi una seconda nel 1832.

## Esilio e morte
Il re morì il 29 settembre 1833 lasciando il trono alla figlia maggiore, Isabella II, e la reggenza alla liberale Maria Cristina.
Il conte di Molina, che non accettò di essere destituito dal trono, si autoproclamò re di Spagna con il nome di "Carlo V" e si rifugiò in Portogallo con la moglie e i figli. Subito dopo, i loro sostenitori iniziano una guerra civile, la prima delle guerre carliste.
La coppia e i loro figli lasciarono il Portogallo per l'Inghilterra e si stabilirono ad Gosport, dove Maria Francesca morì all'età di 34 anni. Deposto nella Chiesa cattolica di Gosport, il suo corpo viene poi sepolto nella Cattedrale di Trieste, dove riposa insieme al marito e ai figli.
Suo marito si risposò nel 1838 con la sorella maggiore di Maria Francesca: Maria Teresa di Braganza.

## Ascendenza
|                                       |                     |                                     | Genitori                        |  |  | Nonni |  |  | Bisnonni                  |  |  | Trisnonni                |  |
|                                       |                     |                                     |                                 |  |  |       |  |  | Giovanni V del Portogallo |  |  | Pietro II del Portogallo |  |
|                                       |                     |                                     |                                 |  |  |       |  |  | Giovanni V del Portogallo |  |  | Pietro II del Portogallo |  |
|                                       |                     | Maria Sofia del Palatinato-Neuburg  |                                 |  |  |       |  |  | Giovanni V del Portogallo |  |  |                          |  |
| Pietro III del Portogallo             |                     |                                     |                                 |  |  |       |  |  | Giovanni V del Portogallo |  |  |                          |  |
|                                       |                     | Maria Anna d'Asburgo                | Leopoldo I d'Asburgo            |  |  |       |  |  |                           |  |  |                          |  |
|                                       |                     | Maria Anna d'Asburgo                | Leopoldo I d'Asburgo            |  |  |       |  |  |                           |  |  |                          |  |
|                                       |                     | Maria Anna d'Asburgo                | Eleonora del Palatinato-Neuburg |  |  |       |  |  |                           |  |  |                          |  |
| Giovanni VI del Portogallo            |                     | Maria Anna d'Asburgo                |                                 |  |  |       |  |  |                           |  |  |                          |  |
|                                       |                     | Giuseppe I del Portogallo           | Giovanni V del Portogallo       |  |  |       |  |  |                           |  |  |                          |  |
|                                       |                     | Giuseppe I del Portogallo           | Giovanni V del Portogallo       |  |  |       |  |  |                           |  |  |                          |  |
|                                       |                     | Giuseppe I del Portogallo           | Maria Anna d'Asburgo            |  |  |       |  |  |                           |  |  |                          |  |
| Maria I del Portogallo                |                     | Giuseppe I del Portogallo           |                                 |  |  |       |  |  |                           |  |  |                          |  |
|                                       |                     | Marianna Vittoria di Borbone-Spagna | Filippo V di Spagna             |  |  |       |  |  |                           |  |  |                          |  |
|                                       |                     | Marianna Vittoria di Borbone-Spagna | Filippo V di Spagna             |  |  |       |  |  |                           |  |  |                          |  |
|                                       |                     | Marianna Vittoria di Borbone-Spagna | Elisabetta Farnese              |  |  |       |  |  |                           |  |  |                          |  |
| Maria Francesca di Braganza           |                     | Marianna Vittoria di Borbone-Spagna |                                 |  |  |       |  |  |                           |  |  |                          |  |
|                                       | Carlo III di Spagna | Filippo V di Spagna                 |                                 |  |  |       |  |  |                           |  |  |                          |  |
|                                       | Carlo III di Spagna | Filippo V di Spagna                 |                                 |  |  |       |  |  |                           |  |  |                          |  |
|                                       | Carlo III di Spagna | Elisabetta Farnese                  |                                 |  |  |       |  |  |                           |  |  |                          |  |
| Carlo IV di Spagna                    | Carlo III di Spagna |                                     |                                 |  |  |       |  |  |                           |  |  |                          |  |
|                                       |                     | Maria Amalia di Sassonia            | Augusto III di Polonia          |  |  |       |  |  |                           |  |  |                          |  |
|                                       |                     | Maria Amalia di Sassonia            | Augusto III di Polonia          |  |  |       |  |  |                           |  |  |                          |  |
|                                       |                     | Maria Amalia di Sassonia            | Maria Giuseppa d'Austria        |  |  |       |  |  |                           |  |  |                          |  |
| Carlotta Gioacchina di Borbone-Spagna |                     | Maria Amalia di Sassonia            |                                 |  |  |       |  |  |                           |  |  |                          |  |
|                                       |                     | Filippo I di Parma                  | Filippo V di Spagna             |  |  |       |  |  |                           |  |  |                          |  |
|                                       |                     | Filippo I di Parma                  | Filippo V di Spagna             |  |  |       |  |  |                           |  |  |                          |  |
|                                       |                     | Filippo I di Parma                  | Elisabetta Farnese              |  |  |       |  |  |                           |  |  |                          |  |
| Maria Luisa di Borbone-Parma          |                     | Filippo I di Parma                  |                                 |  |  |       |  |  |                           |  |  |                          |  |
|                                       |                     | Luisa Elisabetta di Borbone-Francia | Luigi XV di Francia             |  |  |       |  |  |                           |  |  |                          |  |
|                                       |                     | Luisa Elisabetta di Borbone-Francia | Luigi XV di Francia             |  |  |       |  |  |                           |  |  |                          |  |
|                                       |                     | Luisa Elisabetta di Borbone-Francia | Maria Leszczyńska               |  |  |       |  |  |                           |  |  |                          |  |
|                                       |                     | Luisa Elisabetta di Borbone-Francia |                                 |  |  |       |  |  |                           |  |  |                          |  |